# Smedstorp och Hammarstugan
Smedstorp och Hammarstugan är en bebyggelse sydväst om Hölö i Hölö socken i Södertälje kommun. Från 2015 till 2023 avgränsade SCB här en småort. 2023 avregistrerades småorten